# Oeffelt

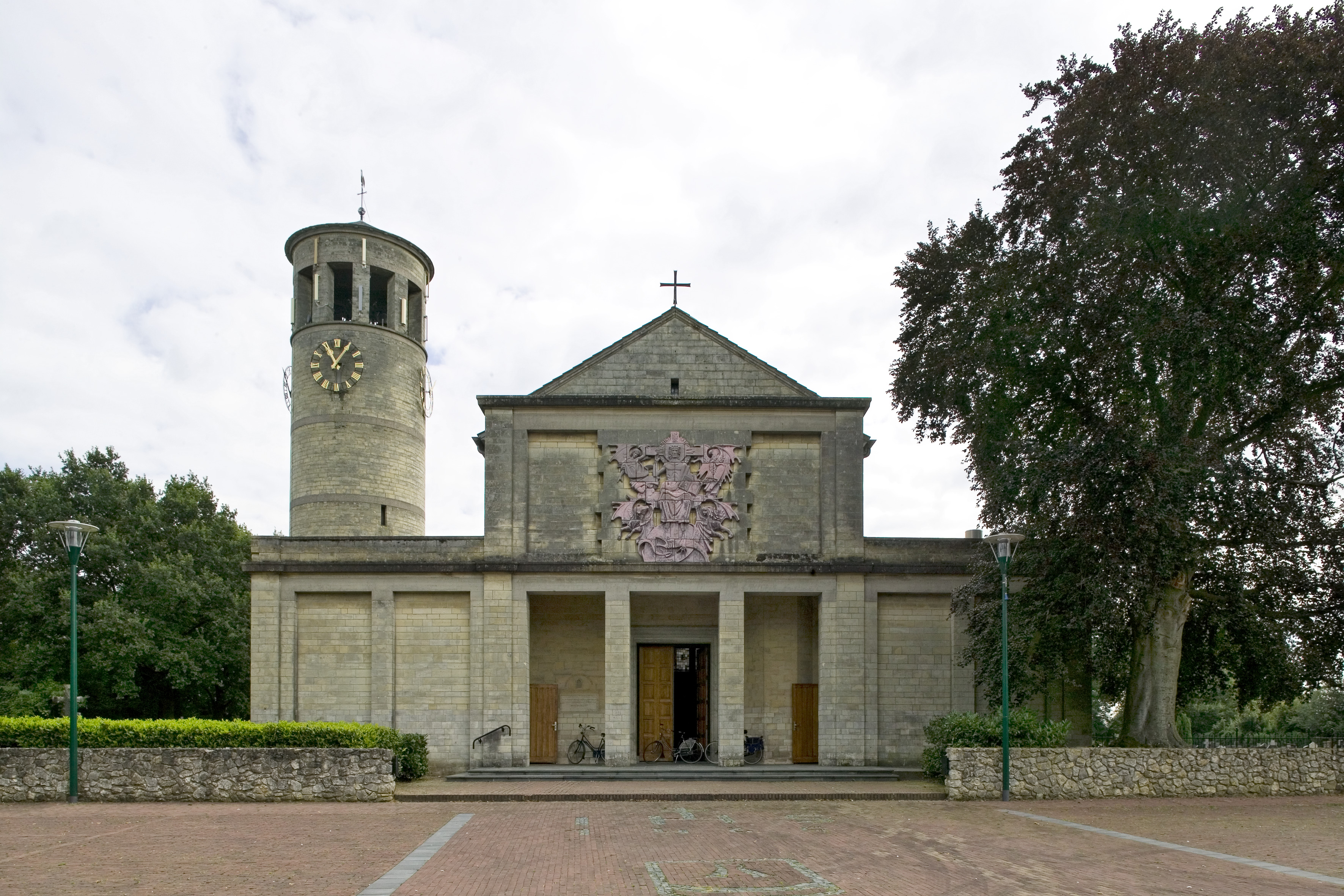
Oeffelt: la chiesa di Zoete Naam Jezus

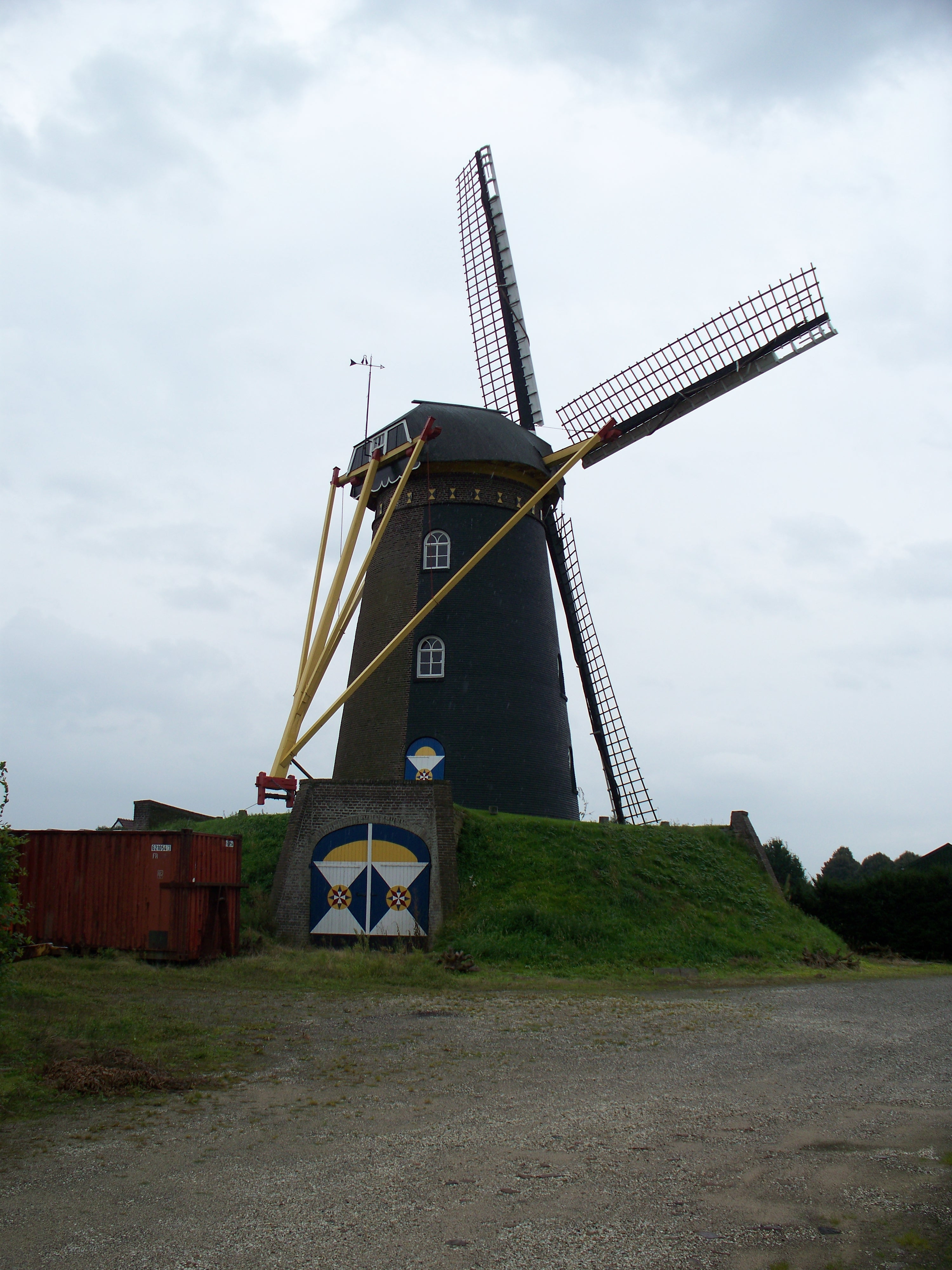
Oeffelt: il mulino De Vooruitgang

Oeffelt è un villaggio (dorp) di circa 2 300 abitanti  del sud-est dei Paesi Bassi, facente parte della provincia del Brabante Settentrionale (Noord-Brabant) e situato lungo il corso del fiume Mosa, nella regione di Land van Cuijk (parte del Brabante nord-orientale), al confine con la provincia del Limburgo e nei pressi del confine con la Germania. Dal punto di vista amministrativo, si tratta di un ex-comune, dal 1994 accorpato alla municipalità di Boxmeer.

## Geografia fisica
Oeffelt si trova a pochi chilometri a sud di Nimega (Nijmegen) e a pochi chilometri a nord/nord-ovest della città tedesca di Duisburg.
Il fiume Mosa bagna la parte orientale del villaggio.

## Origini del nome
Il toponimo Oeffelt, attestato nella seconda metà dell'XI secolo come Uflo, è di etimologia incerta, ma potrebbe essere formato dal termine uffa, che significa "acqua", e dal termine loo o lode, e potrebbe quindi significare "corso d'acqua".

## Storia

### Dalle origini ai giorni nostri
A partire dal 1402, Oeffelt entrò a far parte del territorio della città di Gennep.
Alla fine del XVII secolo, il villaggio contava ancora a malapena 300 abitanti.
Nel 1795, il villaggio di Oeffelt fu annesso, insieme alle località di Boxmeer e Sint Anthonis, all'Impero Francese. In seguito, dopo l'abbandono dei Francesi nel 1813, la località fu a lungo contesa da Olandesi e Prussiani.
Nel 1854, venne costruita ad Oeffelt su progetto del celebre architetto Pierre Cuypers, la chiesa di San Salvatore, una chiesa in stile neogotico che andò distrutta nel 1944, nel corso della seconda guerra mondiale.

### Simboli
Nello stemma di Oeffelt sono raffigurate una forbice di un tessitore e una fascia (che potrebbe rappresentare la Mosa), entrambe dorate su sfondo blu.
Questo stemma è derivato da quello di Gennep e fu assegnato al comune di Oeffelt il 16 luglio 1817.

## Monumenti e luoghi d'interesse
Oeffelt vanta 13 edifici classificati come rijksmonumenten e 5 edifici classificati come gemeentelijke monumenten.

### Architetture religiose

#### Zoete Naam Jezus
Principale edificio religioso di Oeffelt è la chiesa di Zoete Naam Jezus, situata al nr. 3 della Kerkplein e costruita tra il 1955 e il 1956 su progetto dell'architetto N. van der Laan. Questa chiesa sostituì la chiesa di San Salvatore, distrutta nel corso della seconda guerra mondiale.

### Mulino De Vooruitgang
Altro edificio d'interesse è il mulino De Vooruitgang, un mulino a vento risalente al 1913.

## Società

### Evoluzione demografica
Al censimento del 2019, Oeffelt contava una popolazione pari a 2 349 abitanti, di cui 1202 erano uomini e 1148 erano donne.
La popolazione al di sotto dei 16 anni era pari a 382 unità, mentre la popolazione dai 65 anni in su era pari a 486 unità.
La località ha conosciuto un incremento demografico rispetto al 2018, quando contava una popolazione pari a 2 284 abitanti, dato che era in calo rispetto al 2017, quando Oeffelt contava 2 289 abitanti.

## Geografia antropica

### Suddivisioni amministrative
Buurtschappen
- Haart (in parte)
- Hoogeind
- Krolhoek
- De Rijtjes
- Werveld (in parte)